# 托马斯·伍尔纳

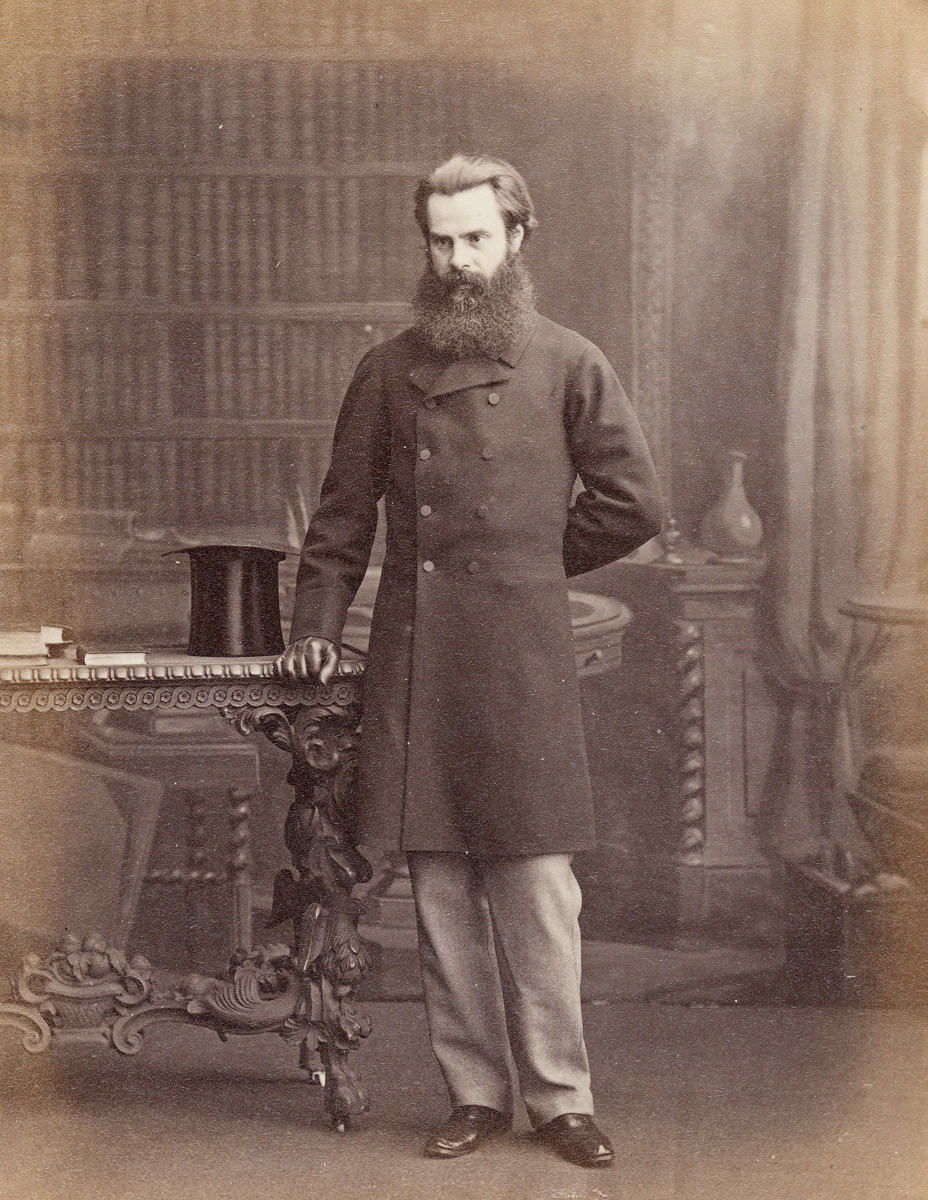
托马斯·伍尔纳

托马斯·伍尔纳（1825年12月17日 - 1892年10月7日）是一位英国雕塑家和诗人，也是前拉斐爾派兄弟會的创始成员之一。他是创始成员中唯一的一位雕塑家。在参与创立前拉斐爾派兄弟會后，伍尔纳一度前往澳大利亚定居，後來又回到英国。圣奥斯瓦尔德堂內收藏的威廉·华兹华斯的肖像画也是由托马斯·伍尔纳畫的。托马斯·伍尔纳最後因中風去世。